# Бахмачеево
Бахмачеево — село в Рязанском районе Рязанской области России, входит в состав Подвязьевского сельского поселения.

## География
Село расположено в 14 км на запад от центра поселения села Подвязье и в 29 км на запад от Рязани.

## История
В XVII веке в селе существовала Флоро-Лаврская церковь (священно-служители известны с 1676 года), при ней состояло в приходе 57 дворов, из них 10 дворов боярских и двор монастырский. До 1764 года Бахмачеево считалось вотчиной Рязанского Троицкого монастыря. В 1752 году дана благословенная грамота на построение вместо пришедшей в ветхость Флоро-Лаврской церкви новой в честь святой Троицы. В 1838 году на средства прихожан была построена новая церковь того же наименования.
В XIX — начале XX века село являлось центром Бахмачеевской волости Рязанского уезда Рязанской губернии. В 1905 году в селе имелось 165 дворов.
С 1929 года село являлось центром Бахмачеевского сельсовета Рязанского района Рязанского округа Московской области, с 1937 года — в составе Рязанской области, с 2005 года — в составе Подвязьевского сельского поселения.

## Население
| 1859 | 1897 | 1906 | 1926  | 2010 |
| ---- | ---- | ---- | ----- | ---- |
| 567  | ↗829 | ↗979 | ↗1095 | ↘17  |